# Cáceres (Španjolska)
Cáceres je grad u Španjolskoj, središte istoimene provincije Cáceres u autonomnoj zajednici Ekstremadura. Općina Cáceres je najveća u Španjolskoj (1.750.33 km²).
Naselja u okolici grada postoje od prapovijesnih vremena, što dokazuju nalazi u spiljama Maltravieso i El Conejar. Grad su osnovali Rimljani 25. g. i Stari grad (špa. Ciudad Monumental) još uvijek ima stare srednjovjekovne zidine koje su od 1986. g. UNESCO-ova svjetska baština.
U gradu je središte dijeceze Coria-Cáceres, a u njemu se nalazi Sveučilište Ekstremadura i dva astronomska opservatorija.

## Povijest
Cáceres je naseljen još u paleolitiku o čemu svjedoče špiljske slike u špiljama Maltravieso i El Conejar iz oko 25,000 god. pr. Kr. 
Quintus Caecilius Metellus Pius je 25. pr. Kr. osnovao rimski grad Castra Caecilia  koji se u Rimskom Carstvu rastao i razvijao zahvaljujući strateškom vojnom položaju. Neki dijelovi rimskih zidina iz 3. i 4. stoljeća su još uvijek sačuvani, uključujući jedna gradska vrata, Arco del Cristo.
Nakon pada Zapadnog Rimskog Carstva grad su okupirali Vizigoti u čijem je posjedu počeo propadati dok ga nisu osvojili Arapi u 8. stoljeću. Sljedećih stoljeća više puta su ga osvajali kršćanski vladari, no Arapi su obnovili grad, njegove zidine, palaču i više tornjeva od kojih je najpoznatiji Torre de Bujaco. Tijekom ovog razdoblja grad je imao veliku i važnu populaciju od 2.000 Židova u 140 obitelji. Nakon rekonkviste 1492. godine, muslimanska i židovska populacija je izbačena iz grada, ali se njihov kulturni utjecaj još uvijek osjeti u mnogim četvrtima kao što je Barrio San Antonio.
Cáceres je procvao nakon otrkića Novog svijeta kada se grade domovi i palače mnogih španjolskih plemića, od kojih su mnogi učestvovali u putovanjima do Amerike gdje su stekli veliko bogatstvo. U 19. st. Cáceres postaje glavnim gradom provincije kada nastupa razdoblje rasta koje je prekinuo tek Španjolski građanski rat.
Danas su je gradu izgrađeno Sveučilište, kao i mnoge regionalne upravne zgrade.
Grad je kandidat za europski glavni grad kulture 2016. god.

## Znamenitosti
- Zidine Cáceresa su upisane na UNESCO-ov popis mjesta svjetske baštine u Europi 1986. god. zbog jedinstvenog spoja rimske, islamske, gotičke i renesansne arhitekture. Od trideset tornjeva iz vremena Al-Andalus najslavniji je Torre del Bujaco iz 12. stoljeća.

- Arco de Estrela
- Ulica uz zidine
- Torre de los Pulpitos
- Konkatedrala
- Oltar katedrale

Ostale znamenitosti su:
- Gospina konkatedrala (Santa María Con-cathedral) u gotičkom stilu, 13. st.
- Veličanstvena Crkva sv. Ivana (Iglesia de San Juan) izgrađena je od 13. do 15. st.
- Crkva i samostan sv. Pavla (San Pablo) iz 15. st.
- Crkva sv. Mateja (Iglesia de San Mateo) iz 15. st. izgrađena je na temeljima starije džamije.
- Konvikt Isusovaca (Compañía de Jesus) u baroknom stilu; danas izložbena galerija.
- Barokna Crkva sv. Franje (Iglesia de San Francisco Javier) iz 18. st.
- Te mnoge plemićke palače (Palacio de las Ciguenas, Palacio de las Veletas, Palacio de los Golfines de Abajo, Palacio de Carvajal, itd.)

- Iglesia de San Francisco Javier
- Caceres torre del palacio de las Ciguenas
- Crkva sv. Jakova (Iglesia de Santiago)
- Palacio de las Veletas
- Palacio de los Golfines de Abajo.jpg

## Događanja
Grad je poznat po različitim tradicionalnim plesovima poput flamenka i jigu koji je svojstven samo Caceresu, a vodi ga šef policije.
- Svetkovina mučenika (La Fiesta de los mártires) se održava u siječnju.
- Festival svijeća (La Fiesta de las Candelas) održava se u veljači.
- Semana Santa je cijeli tjedan prije Uskrsa i obilježava se procesijom kroz uske ulice starog grada.
- Za Festival sv. Jurja (San Jorge Festival), 22. – 23. travnja, na gradskom trgu se pali zmaj na lomači uz nezaobilazni vatromet.
- Glazbeni festival Extremúsika se održava u veljači ili travnju, WOMAD početkom svibnja, a Festival del Oeste prvih dana lipnja.

## Gradovi prijatelji
- La Roche-sur-Yon, Francuska
- Santiago de Compostela, Španjolska
- Piano di Sorrento, Italija
- Castelo Branco, Portugal
- Portalegre, Portugal

## Vanjske poveznice
- Cáceresjoven - Turističke informacije o Cáceresu (španj.)
- Cáceres: Ne reci nikomu živom, časopis The Guardian (engl.)